# 김만형 (신학자)
김만형(金滿衡, Kim, Man Hyung, 1959년 5월 13일 - )은 대한민국의 신학자이며 목회자이다. 합동신학대학원대학교에서 교육학 교수, 현 석좌교수이며 대한예수교장로회(합신)교단의 증경총회장이다. 사랑의교회 수석 부목사와 시카고 휄로우십교회에서 설교목사를 역임하였다. 1999년부터 2003년까지 트리니티복음주의신학교에서 객원교수를 역임했으며, 2003년 친구들교회를 개척해 지금 섬기고 있다. 기독교 교육학 분야에서 전문가로 평가받고 있다.

## 학력
- 총신대학교(B.A.)
- 합동신학대학원대학교(M.Div.)
- 트리니티 신학교 Trinity Evangelical Divinity School(M.R.E., Ph.D in Educational Studies)

## 경력
- 대한예수교장로회 합신총회 총회장
- 대한예수교장로회 친구들교회 담임목사
- 합동신학대학원대학교 교수(기독교교육학)
- 재단법인 에듀넥스트교육개발원(Edunext Foundation) 원장
- 파이디온선교회 이사
- 사랑의교회 수석부목사(1982-2000)
- 백석대학교 겸임교수(1997-2004)
- Trinity Evangelical Divinity School, Visiting Scholar(1999-2002)
- 휄로우십교회(시카고) 설교목사(1990)

## 저서

### 학위논문
- Cognitive Style(Witkin): A Comparative Study of Korean and Korean-Americans(Ph.D. diss.)

### 단독저서
- 『SS혁신 보고서』(규장)
- 『 SS자녀 교육 보고서』(규장)
- 『 New SS혁신 보고서』(에듀넥스트)

## 편저
- 교육은 무기다(에듀넥스트)
- 『예배 속 드리마 1』(에듀넥스트)
- 『 예배 속 드라마 2』(에듀넥스트)
- 『 크리스찬 축제 1, 2, 3』(에듀넥스트)

## 논문
- 질적 성장을 위한 기독교 유아 교육
- 총체적 사역으로서의 교육 목회
- 구도자 예배란 무엇인가
- 제자 훈련 사역자의 효과적 가르침을 위한 일곱 가지 전략
- 하늘이 열리고 마음이 열리는 예배
- 교회 교육 리더십 개발
- 삶의 변화를 위한 효과적 교육 방법 익히기
- 삶의 현장과 연관된 교육을 위한 드라마 익히기
- 자원 봉사자 양육
- 열린 예배 논점 찾기
- 크리스챤 교수법,
- 국가의 절기와 교회 교육
- 청소년과 청소년 자녀를 둔 부모에게서 보이는 주요 고민에 관한 연구
- 교육에서의 철학적 이슈와 기독교교육철학 실제
- 예수님의 교육방법론과 설교에의 적용
- 창조신학과 기독교교육
- 행동주의 학습이론과 기독교교육
- 가정예식을 통한 기독교문화 형성 외 다수

## 같이 보기
- 합동신학대학원대학교
- 한국의 신학자 목록
- 한국의 목회자 목록